# Pax Mongolica

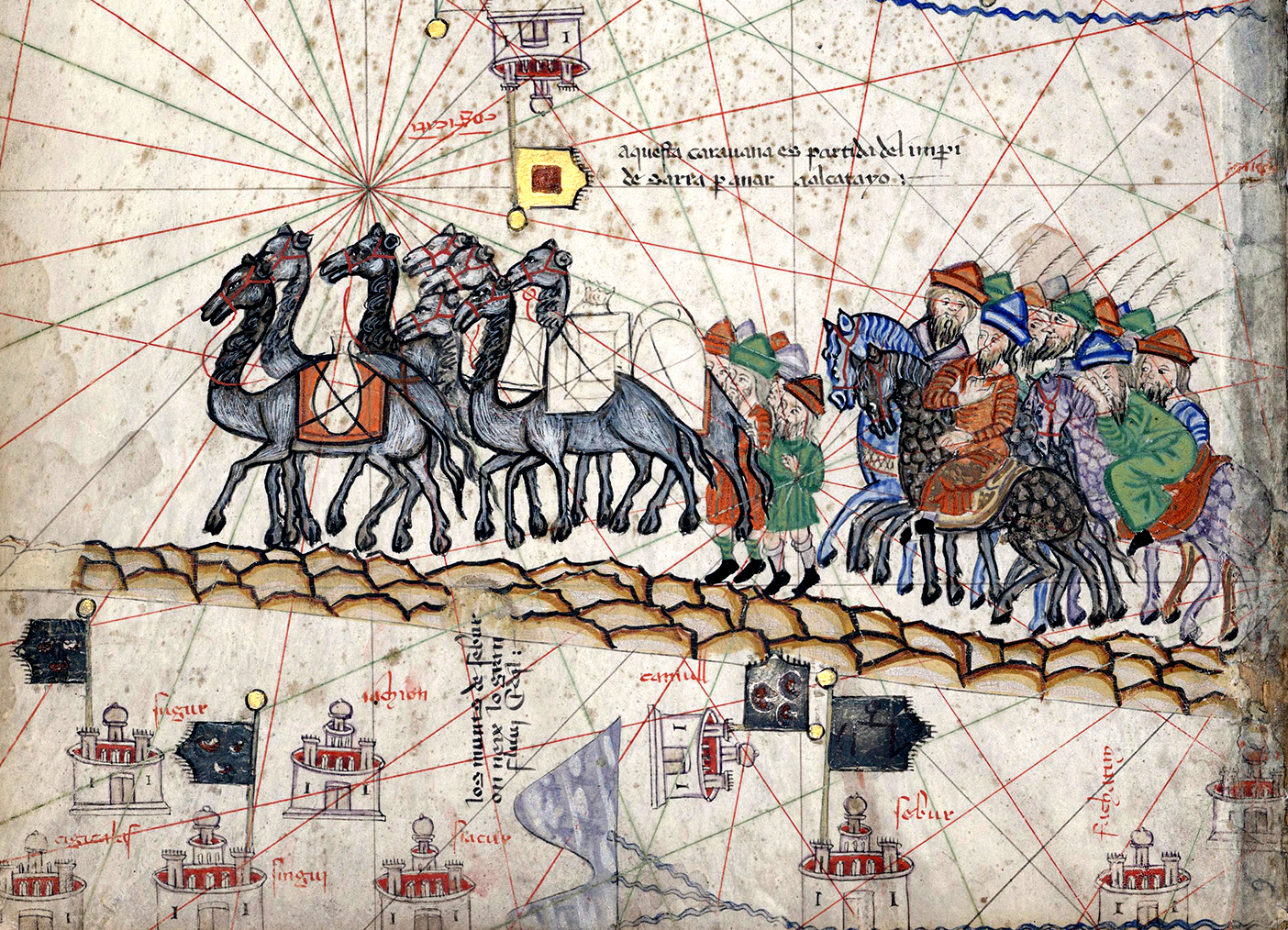
Zoom sur l’Atlas catalan représentant Marco Polo voyageant en direction de l’est à l’époque de la Pax Mongolica.

La Pax Mongolica (en latin ; en français « Paix mongole »), moins souvent nommée Pax Tatarica (en français « Paix tartare »), est un terme d’historiographie prenant modèle sur la locution latine « Pax Romana ». Il décrit les effets stabilisateurs des conquêtes de l’Empire mongol sur la vie sociale, culturelle et économique des habitants des vastes territoires de l’Eurasie dont les Mongols s’étaient rendus maîtres aux XIIIe et XIVe siècles, particulièrement à partir de 1304, à la fin d'une guerre de succession dans la Horde blanche. La locution est ainsi utilisée pour décrire les facilités de communication et de commerce que l’administration unifiée aida à créer, ainsi que la période de paix relative qui suivit les vastes conquêtes mongoles. 
Les invasions mongoles de Gengis Khan (r. 1206-1227) et de ses successeurs (en) s'étendant de l’Asie de l'Est à l’Europe de l'Est, elles connectaient efficacement le monde oriental au monde occidental. Ainsi, la route de la soie, qui reliait les centres commerciaux à travers l’Asie et l’Europe, se trouvait intégralement sous l’autorité de l'Empire mongol, et l'on y voyageait sans danger. On avait d'ailleurs coutume de dire alors « qu’une jeune fille portant une pépite d'or sur sa tête pouvait circuler en toute sécurité dans le royaume »,. 
Malgré la division de l'Empire mongol en quatre khanats (la dynastie Yuan, la Horde d'or, le Khanat de Djaghataï et les Ilkhanides), près d'un siècle de conquêtes et de guerres civiles fut suivi d'une stabilité relative au début du XIVe siècle. Ainsi, la date considérée comme le début de la Pax Mongolica est la fin de la guerre opposant Bayan khan à ses deux frères, qui se concluent par la défaite des deux derniers et leur promesse de ne plus attaquer ni le premier ni les Yuan, en 1304. La fin de la Pax Mongolica a été marquée par la désintégration des khanats et la pandémie de peste noire venue d’Asie, qui s'est répandue le long des routes commerciales pour atteindre une grande partie du monde au milieu du XIVe siècle.

## Fondements

Invasions et expansion de l’Empire mongol.

Les fondements de la Pax Mongolica remontent à l’Empire mongol sous Gengis Khan au début du XIIIe siècle. Par le processus même de conquête des diverses tribus des steppes de Mongolie, Gengis Khan a révolutionné la structure de la société tribale mongole. Après chaque nouvelle victoire, de plus en plus de personnes passèrent sous sa domination, diversifiant ainsi l'équilibre sociétal de la tribu. En 1203, Gengis Khan, dans la volonté de renforcer son armée, ordonna une réforme qui en réorganisa la structure, en brisant les divisions traditionnelles fondées sur le clan et la parenté qui fragmentaient auparavant la société et l'armée. Il a organisé son armée en arbans (groupes interethniques de dix soldats), et les membres de chaque arban avaient reçu l’ordre d'être loyaux les uns envers les autres, sans considération d’origine ethnique. Dix arbans faisaient un zuun ou une compagnie ; dix zuuns faisaient un myangan ou un bataillon ; et dix myangans formaient un tumen (en), soit une armée de 10 000 hommes. Cette organisation en système décimal de la puissante Armée mongole de Gengis Khan allait se révéler très efficace pour conquérir, par la persuasion ou la force, les nombreuses tribus des steppes de l’Asie centrale, mais également renforcer la société mongole dans son ensemble. En 1206, l'expansion militaire de Gengis Khan avait unifié les tribus de Mongolie et, la même année, il fut proclamé chef de la Mongolie.
La nouvelle nation mongole ainsi constituée a rapidement entrepris d’annexer plus de territoires. Les premières conquêtes mongoles furent des campagnes contre les Xias occidentaux dans le nord-ouest de la Chine. En 1209, les Mongols les avaient conquis. Entre 1213 et 1214, les Mongols conquirent l’Empire Jin, et en 1214, la plupart des terres au nord du fleuve Jaune. En 1221 les généraux mongols Djebé et Subötaï entreprirent des expéditions autour de la mer Caspienne et dans le Rus' de Kiev ; de son côté Gengis Khan a vaincu le Turc Jalal ad-Din à la bataille de l'Indus ainsi que les Khwârezm-Shahs cette même année. En 1235, les Mongols entreprirent l'invasion de la Corée. Deux ans plus tard, en 1237, Batou Khan et Subötaï commencèrent la conquête de la Rus' ; ils envahirent la Pologne et la Hongrie en 1241. En 1252, les Mongols commencèrent la conquête de la Chine méridionale ; ils s’emparèrent de Hangzhou capitale de la dynastie Song en 1276. Et en 1258 Houlagou Khan avait mis à sac Bagdad.
Chaque nouvelle victoire donnait aux Mongols la possibilité d'intégrer de nouveaux peuples, en particulier des ingénieurs et des travailleurs étrangers dans leur société. Chaque nouvelle conquête leur faisait acquérir de nouvelles routes commerciales et leur offrait la possibilité de contrôler impôts et tributs. C’est ainsi que, grâce à son expansion territoriale, la nation mongole est non seulement devenue un empire, mais elle a également progressé technologiquement et économiquement.

## Réseau commercial
À son apogée, l'Empire mongol s'étendait d'est en ouest, de l’actuel district de Shanhaiguan jusqu'à Budapest, et du nord au sud, depuis le Rus' de Kiev jusqu'au Tibet. Cela signifie qu'une vaste partie du continent asiatique et de l’est de l’Europe était réunie sous la même autorité politique. De ce fait, les routes commerciales utilisées par les marchands étaient devenues sûres, ce qui permit un accroissement considérable des échanges depuis la Chine jusqu'à la Grande-Bretagne. C’est ainsi que la Pax Mongolica influença de nombreuses civilisations en Eurasie au cours des XIIIe et XIVe siècles.

### Commerce international

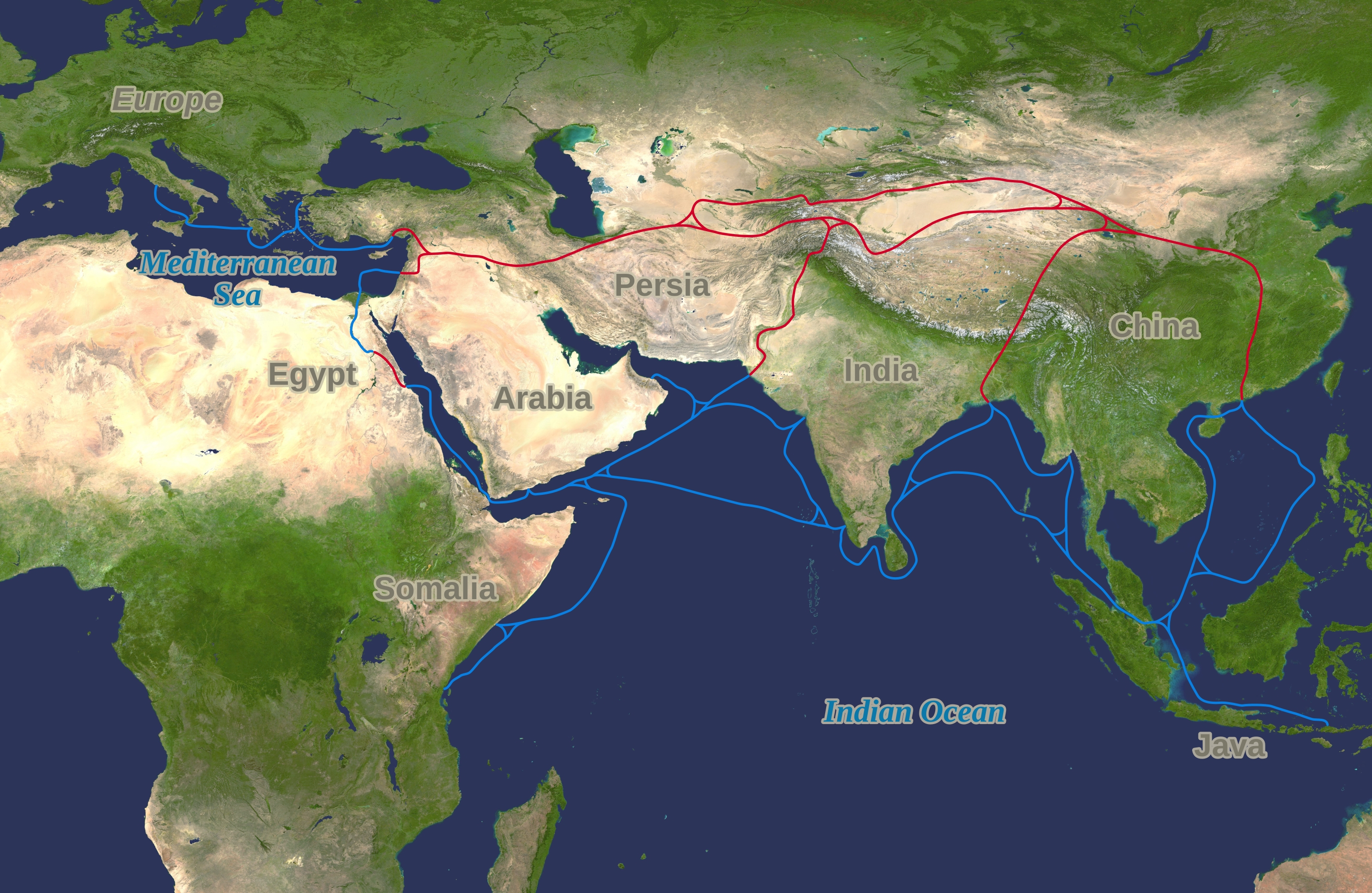
La route de la soie formait un réseau de routes commerciales reliant l’orient à l’occident.

Le commerce international au XIIIe siècle.

Avant l’éveil mongol, l’ancien Monde était constitué d’empires économiquement isolés. Le nouvel empire mongol a connecté ces civilisations autrefois isolées à travers un nouveau réseau continental, et a donné à la route de la soie sa place dominante dans les circuits d’échange. L'unification de l'Eurasie sous les Mongols a considérablement réduit les tributs qui devaient être versés à chacun des états concurrents sur l'ensemble du réseau commercial et a assuré une plus grande sécurité des voyages. Durant la période de la Pax Mongolica, des marchands européens, à l’exemple de Marco Polo, purent voyager d’Europe en Chine sur des routes bien entretenues et très fréquentées qui reliaient l’Anatolie à la Chine.
Sur la route de la soie les caravanes avec de la soie chinoise, du poivre, du gingembre, de la cannelle et de la noix de muscade arrivaient en Occident d’aussi loin que les îles Moluques via les routes commerciales transcontinentales. L’alimentation orientale a également été introduite auprès des Européens. Des mousselines indiennes, des cotons, des perles et des pierres précieuses furent vendus en Europe, ainsi que des armes, des tapis et des articles en cuir en provenance d’Iran. L'augmentation des échanges commerciaux signifiait que chacune des nations ou des sociétés augmentait son ouverture à de nouveaux biens et marchés, accroissant ainsi le produit intérieur brut de chacune des parties impliquées dans ce système d’échanges. Nombre des villes participant au système commercial mondial du XIIIe siècle ont connu une croissance rapide.
Parallèlement aux routes commerciales terrestres, une route de la soie maritime a contribué à la circulation des marchandises et à l’instauration de la Pax Mongolica. Cette route de la soie maritime avait commencé par du cabotage dans le sud de la Chine. Au fur et à mesure que la technologie et la navigation progressaient, ces routes se sont développées en haute mer dans l'océan Indien. Finalement, elles se sont ultérieurement étendues à la mer d'Arabie, au golfe Persique, à la mer Rouge et aux côtes de l'Afrique de l'est.
En même temps que des biens matériels, pour la première fois des personnes, des techniques, des informations et des idées étaient véhiculées sur tout le territoire de l’Eurasie. Par exemple, Jean de Montecorvino, archevêque de l’Archidiocèse catholique de Pékin a fondé des missions catholiques en Inde et en Chine et a également traduit le Nouveau Testament dans la langue mongole. Le commerce international de longue distance a exporté, de l'Extrême-Orient vers l'Europe, de nouvelles méthodes pour faire des affaires : la lettre de change, les dépôts bancaires et l'assurance ont été introduits en Europe au cours de la Pax Mongolica. Les lettres de change facilitèrent considérablement les déplacements sur de longues distances, car le voyageur ne subissait plus le fardeau du poids des pièces de monnaie et du risque de vol.
Les connaissances musulmanes en mathématiques, en astronomie et en sciences se sont répandues en Afrique , en Asie de l'Est et en Europe pendant la Pax Mongolica. Les méthodes de fabrication du papier et l’imprimerie firent leur chemin de la Chine vers l'Europe. Au cours de la Pax Mongolica, des systèmes bancaires rudimentaires ont été mis en place, et les échanges monétaires et l'extension du crédit ont été fréquents, ce qui s'est traduit par une grande richesse marchande.

### Administration mongole

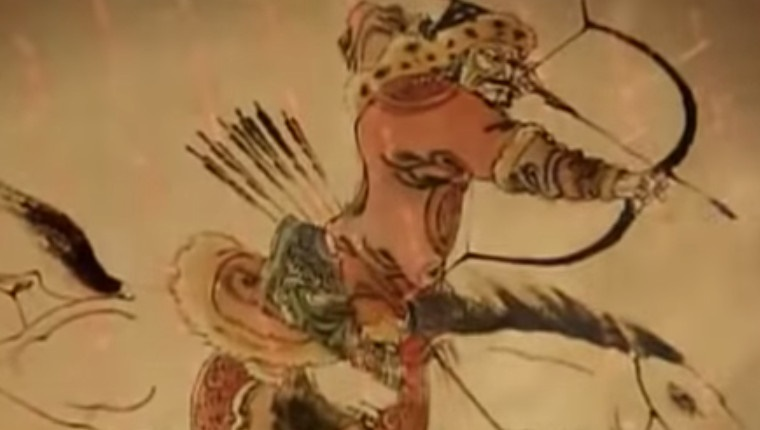
Guerrier mongol à cheval se préparant à tirer une flèche.

La position géographique centrale de la Mongolie sur le continent asiatique fut une raison importante de sa capacité à jouer un rôle aussi important dans le système commercial. L’armée mongole pouvait aisément imposer un pouvoir fort dans la plupart de l’empire. Les militaires ont veillé à la liberté de circulation le long des lignes d'approvisionnement et des routes commerciales ; des garnisons permanentes étaient installées le long des routes commerciales pour y protéger les voyageurs. Les systèmes locaux complexes de taxation et d'extorsion qui prévalaient avant la domination mongole furent abolis pour assurer la fluidité de circulation des marchands et des échanges commerciaux dans tout l’empire. Un système de poids et mesures a également été standardisé. Pour rendre le voyage sur les routes commerciales moins pénible, les Mongols sont allés jusqu'à planter des arbres le long des routes pour abriter du soleil les marchands et les voyageurs durant les mois d'été ; des piliers en pierre ont été utilisés pour jalonner les routes là où les arbres ne pouvaient pas pousser.
Les Mongols ont cherché des alliances avec d'autres nations et sociétés pour assurer les flux commerciaux à travers l'empire. L'armée mongole a également été utilisée pour remodeler et rationaliser les flux commerciaux à travers le continent en détruisant les villes situées sur les routes moins importantes ou plus inaccessibles. L’armée mongole était pour l’essentiel composée de cavaliers, ce qui lui permettait de se déplacer rapidement et facilement sur de longues distances.
Le code de loi mongole, connu sous le nom de Yassa (en français « Grande loi »), prescrivait des règles et des sanctions strictes dans de nombreux domaines de la vie sociale de l'Empire mongol, en particulier dans le domaine du commerce. Le Yassa a aidé à supprimer les causes traditionnelles de querelles et de guerres tribales, contribuant ainsi à assurer un environnement paisible pour le commerce et les déplacements ; le vol de bétail fut interdit, et l'Empire mongol sous le règne de Gengis Khan a même créé un système généralisé d’objets trouvés. Des sanctions sévères allant jusqu’à la compensation de neuf fois la valeur d'origine des biens volés a contribué à décourager le vol sur les routes mongoles. Le Yassa proclamait également la liberté religieuse complète, assurant que les bouddhistes, les musulmans, les chrétiens, etc., étaient autorisés à voyager librement dans tout l'empire ; les chefs religieux étaient également exonérés d'impôt, tout comme les médecins, les avocats, les croque-morts, les enseignants et les savants. Le Yassa permettait la flexibilité et en général il s’adaptait, ou absorbait ou s’ajoutait aux systèmes juridiques en vigueur dans les régions les plus reculées de l'empire, maintenant ainsi l'ouverture à diverses sociétés et assurant la paix et la stabilité,.
Pour assurer l'application de la loi mongole dans tout l’empire, une administration juridique hiérarchisée fut développée. Celle-ci était dirigée par le Secrétariat central « Zhongshu Sheng » (en) du gouvernement central qui supervisait dix gouvernements provinciaux, eux-mêmes divisés en plus petits districts qui traitaient les litiges. Un commissaire de police était chargé de l’application de la loi et avait le pouvoir d'arrêter les suspects. Cette approche fédérale de l'empire rendait plus facile et plus efficace l'application et le respect des lois.

### Système postal
Les Mongols établirent l’Örtöö (littéralement relais de poste), le premier système de communication qui reliait l'Extrême-Orient et l’Occident. Des relais furent mis en place par Ögedeï Khan en 1234, distants de 40 à 50 kilomètres ou l’équivalent d’un jour de voyage à cheval, et ils fournissaient des chevaux frais et du fourrage. Ses frères Djaghataï Khan et Tolui ainsi que son neveu Batu Khan ont étendu ce réseau.
L'armée mongole administrait l’Örtöö qui s'étendait à travers le territoire mongol de l'Europe de l'Est à l'océan Pacifique . Les routes étaient bien construites, maintenues, organisées et administrées par les Mongols. Ce système très sophistiqué de communication et de voyage rendait relativement facile l'envoi de messages importants et le parcours de longues distances en un temps plus court. Grâce à cette facilité de communication et de mouvement, pour l’époque, les Mongols ont pu gouverner efficacement leur vaste empire, assurant ainsi sa stabilité politique et économique.

## Déclin
Le déclin de la période de Pax Mongolica fut le résultat de plusieurs facteurs, parmi lesquels on peut citer : l’incompétence des dirigeants et leurs rivalités, la corruption, les révoltes, la décadence, les luttes de factions, les assassinats, les attaques extérieures et les maladies. Le déclin de la Pax Mongolica a entraîné un déclin similaire des échanges commerciaux entre l'Est et l'Ouest.

### Déclin du pouvoir mongol

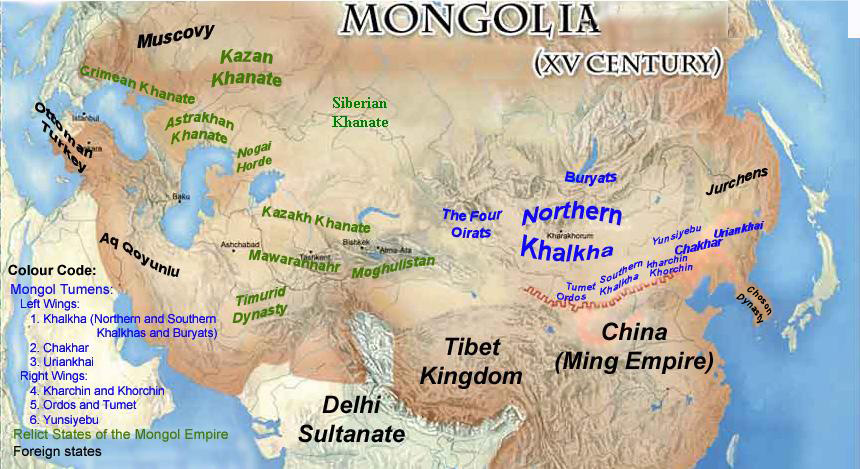
Les états mongols subsistant au siècle

L'Empire mongol, au moment de son déclin, était composé de nombreux territoires différents les uns des autres. Chaque territoire était un khanat. En raison de l'isolement du monde mongol, de nombreux dirigeants au XIVe siècle se concentrèrent sur leurs propres khanats.
L'intolérance religieuse fut un des facteurs du déclin de la Pax Mongolica. En principauté de Vladimir-Souzdal (la Rus'), les Mongols de la Horde d'or ont progressivement perdu du pouvoir et des territoires en raison de leur intolérance religieuse. Ils se sont convertis à l’Islam et se sont alliés, pour des raisons politiques, au Sultanat mamelouk. La Horde d'Or a même combattu les Mongols persans. La partie orientale de la Horde d'Or entretenait par contre des relations amicales avec les Ilkhanides et le Grand Khan. L’éclatement est survenu à cause des communications rendues très difficiles et ce du fait même de l’effondrement du système commercial et de la rivalité entre les khans mongols. Finalement, le chef mongol persan Ghazan se convertit également à l'islam en 1295. Cela contribua à la montée en puissance de l’émir Nowruz, un général oïrat musulman.
En Chine, les descendants de Kubilai Khan prétendirent que les Mongols affaiblissaient leur pouvoir en devenant "trop chinois". Cela conduisit les empereurs de la dynastie Yuan à s’isoler de leurs sujets pour souligner leur identité mongole et rejeter leur culture chinoise. Kubilai Khan avait adopté la culture chinoise et affirmé l'importance de sa pratique, mais sous les empereurs Yuan cela fut interdit. L'intolérance allait se banaliser. Certains Chinois pensaient que les Mongols envisageaient de tuer des enfants chinois et de pratiquer des rituels sexuels sur eux. Ceci a conduit beaucoup de Chinois à devenir xénophobes envers les Mongols. Cette xénophobie amena les dirigeants chinois à expulser les Mongols de Chine et à isoler la Chine du reste du système commercial mondial,.

### Peste noire

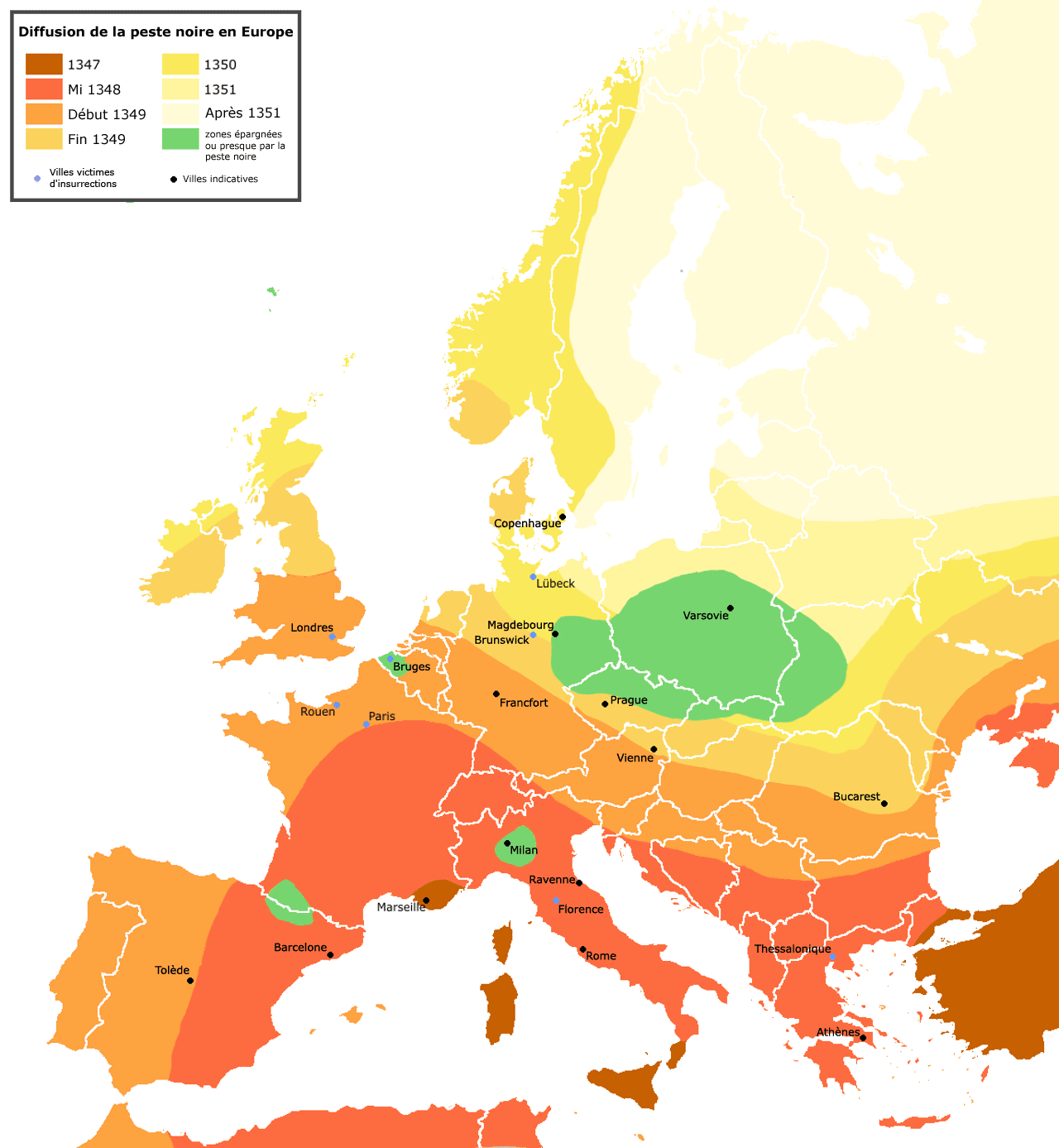
La propagation de la peste noire en Europe, qu’elle atteignit depuis l’Asie.

La fragmentation de l’empire en khanats, l’isolement ou les conflits entre eux, la ségrégation, ne sont pas les seuls facteurs ayant contribué au déclin de la Pax Mongolica. L'épidémie de peste bubonique, ou peste noire, a également joué un rôle dévastateur dans le déclin de la Pax Mongolica. Parce que l'Empire mongol avait jeté des ponts entre des régions isolées, cela a facilité la propagation rapide de la peste noire. L'historien William H. McNeill a souligné que la peste avait été transférée par des rongeurs vivant dans les contreforts himalayens du sud de la Chine et de la Birmanie à des soldats mongols quand ils envahirent la région en 1252. En 1331, la peste a été signalée en Chine et, de l'est asiatique, elle a été transportée vers l'ouest le long des routes commerciales par des marchands et des soldats mongols qui pouvaient voyager librement et rapidement à travers le continent pendant la Pax Mongolica. Les puces infectées par la peste, voyagèrent dans les crinières des chevaux, dans les poils de chameaux ou sur des rats noirs qui nichaient dans des cargaisons ou dans des sacoches. On estime que la peste noire a tué un tiers de la population chinoise et 25 à 50 % de la population européenne.
Démographiquement affaiblis, les Mongols n'étaient plus en mesure d'exercer leur domination sur les contrées les plus reculées de leur empire, lesquelles commencèrent à se révolter dès que l’épidémie de peste éclata. Ces révoltes ont perturbé la production de biens et le flux des échanges, ce qui mit fin à la Pax Mongolica.

### Conséquences sur le commerce
Au cours des trois cents années suivantes, la Chine allait s’isoler en interdisant les marchands étrangers et le commerce extérieur sur son territoire ainsi que l’usage d’autres langues que le chinois. Le confucianisme et le taoïsme furent rétablis en tant que religion d’État et les Chinois ont vécu un isolationnisme culturel. Au début de la dynastie Ming le commerce avec le reste du monde a décliné. Ceci fut attribué à la guerre, aux épidémies, aux dérèglements généralisés plutôt qu’à un « changement symbolique de politique ». Les difficultés économiques ont également contribué à ce déclin en tant qu'acteur important du commerce mondial. Enfin, la peste noire s'est rapidement propagée au reste du système commercial mondial, et le commerce de longue distance, qui était devenu courant et avait été encensé au cours de la Pax Mongolica, s'est presque entièrement interrompu.

## Échanges personnels
Sous les Mongols, de nouvelles technologies et de nouveaux produits ont été échangés dans l’ancien Monde, en particulier en Eurasie. Le professeur Thomas T. Allsen a souligné que de nombreux échanges personnels ont eu lieu pendant la Pax Mongolica. Il y eut de nombreux développements significatifs dans l'économie (en particulier le commerce et les finances publiques), le domaine militaire, la médecine, l’agriculture, la cuisine, l’astronomie, l’imprimerie, la géographie, et l’historiographie. Ils ne se limitèrent pas à la seule Eurasie mais inclurent aussi l’Afrique du Nord. L'Empire mongol a fonctionné comme la principale chambre de compensation culturelle pour l’ancien Monde jusqu'à son déclin et son remplacement graduel par la puissance maritime de l'Europe qui, avec le temps, en viendrait à exercer des fonctions similaires pour l’ancien comme pour le nouveau Monde,.